# Willi Schrot
Wilhelm „Willi“ Schrot (* 12. Januar 1915 in Wittlich; † 27. Februar 2016) war ein deutscher Politiker (CDU).

## Leben und Beruf
Schrot wurde als Sohn des Schmiedemeisters, dem späteren Stadtrat (Deutsche Zentrumspartei) und Gründungsmitglied der rheinland-pfälzischen CDU, Wilhelm Schrot sen. geboren. Nach dem Besuch der Höheren Schule und der Obersekundareife 1932 absolvierte er eine Schlosserlehre und arbeitete seit 1935 in diesem Beruf. Er leistete 1937/38 seinen Dienst in der Wehrmacht ab und besuchte 1939 die Ingenieurschule für Maschinenbau in Bingen. Von 1939 bis 1945 nahm er als Soldat am Zweiten Weltkrieg teil, zuletzt als Fahnenjunker-Oberfeldwebel.
Schrot bestand 1947 die Prüfung als Schlossermeister und nahm im gleichen Jahr eine Tätigkeit im elterlichen Betrieb auf, den er 1950 übernahm. Später wurde er stellvertretender Obermeister und stellvertretender Kreishandwerksmeister.

## Partei
Schrot trat 1947 in die CDU ein und wurde 1966 zum Vorsitzenden des CDU-Kreisverbandes Wittlich gewählt.

## Abgeordneter
Schrot war von 1953 bis 1979 Kreistagsmitglied des Kreises Wittlich bzw. des Kreises Bernkastel-Wittlich und dort seit 1957 mit Unterbrechungen Vorsitzender der CDU-Fraktion. Dem Rheinland-Pfälzischen Landtag gehörte er von 1967 bis 1979 an.

## Ehrungen
- Bundesverdienstkreuz erster Klasse, 1977
- Ehrenwappenzeichen des Landkreises Bernkastel-Wittlich, 1973 sowie „Große Ehrung“ des Landkreises, 1979
- Goldene Ehrenplakette der Stadt Wittlich, 1985
- Ehrenvorsitzender der CDU Wittlich und des CDU-Kreisverbandes Bernkastel-Wittlich
- Ehrenbürger der Stadt Wittlich, 2004